# Marcin Kromer
Marcin Kromer, algumas vezes germanizado para Martin Kromer ou Cromer (Biecz, Pequena Polônia, — Lidzbark Warmiński, Vármia-Masúria, 23 de março de 1589), foi no século XVI um príncipe-bispo de Vármia, cartógrafo, diplomata e historiador polonês e mais tarde da República das Duas Nações. Ele foi o secretário particular dos Reis da Polônia Zygmunt I Stary e Zygmunt II August.

## Biografia
Kromer nasceu em 1512 de uma notável família burguesa de Biecz na Pequena Polônia. Lá ele concluiu seus estudos em uma escola administrada pela Igreja. Em 1528 ele se mudou para Cracóvia, onde ele se formou bacharel na Academia de Cracóvia em 1530. Entre 1533 e 1537 ele trabalhou na Chancelaria Real. Após o que ele foi morar na Itália, onde estudou Direito por dois anos. Retornou à Polônia em 1540 e se tornou o secretário do arcebispo Peter Gamrat. Como seu conselheiro pessoal, ele era também seu enviado e representante em Roma, onde chegou a passar dois anos até 1544. Tornou-se o cônego do canonicato de Cracóvia.
Em 1545, depois da morte de seu protetor e tutor ele assumiu o cargo de secretário particular do rei da Polônia Sigismundo, o Velho. Ele também foi um dos assistentes de Samuel Maciejowski, que mais tarde se tornou o Chanceler da Coroa. Como um especialista em assuntos da Prússia e Vármia, em 1551 ele se tornou o chefe do canonicato de Vármia. Contudo, sua carreira dentro da Igreja não correu como o planejado, uma vez que ele foi considerado um dos melhores diplomatas de seu tempo e a corte freqüentemente fazia-o abandonar suas funções religiosas para ser enviado a várias missões diplomáticas. Por seus serviços prestados ao rei da Polônia, em 1552, ele recebeu um título nobiliárquico e foi-lhe dado um brasão de armas.
Entre 1558 e 1564, ele serviu como adido diplomático da Polônia junto ao Imperador Ferdinando I, que também acrescentou o brasão de armas de sua família ao brasão de Kromer como reconhecimento por seus serviços prestados. Dentre suas obrigações estava o trabalho de defender as reivindicações do Rei Sigismundo à herança deixada pela rainha consorte Bona Sforza, que era igualmente reivindicada pelo rei de Espanha, que, contudo, baseava seu pedido em um testamento forjado.
Em 1564, Kromer foi chamado para retornar à Polônia, onde foi promovido, dentro da hierarquia da Igreja, ao posto de coadjutor (de facto bispo) da diocese de Vármia, em substituição ao então destituído príncipe-bispo Stanislaus Hosius. Após nove anos neste posto, ele foi oficialmente promovido a príncipe-bispo. Ele passou o resto de seus dias em Vármia, escrevendo vários livros sobre a História da Polônia e diários. Morreu em 23 de março de 1589, em Lidzbark Warmiński (Heilsberg).
Em suas obras Kromer promoveu a ideia de reformas na vida cultural e científica da Polônia. Uma de suas mais importantes exigências estava em propiciar à Academia de Cracóvia novos privilégios a fim de restaurar sua posição de uma das mais renomadas universidades da Europa Central. Ele também foi um ativo defensor da Igreja Católica Apostólica Romana contra o avanço da Reforma Protestante.
Marcin Kromer e Stanislaus Hosius (Stanisław Hozjusz) foram os dois bispos que mais contribuíram para que a diocese de Vármia permanecesse católica durante o período das maiores conversões ao Protestantismo.
Tanto Kromer quanto Hosius deixaram muitos registros em língua alemã de seus discursos e sermões do período de seus episcopados em Vármia.